# Universidad del Egeo (Grecia)
La Universidad del Egeo es una universidad pública ubicada en Mitilene, en la isla de Lesbos. Fue creada en 1984 y está repartida entre 5 localidades.
- Facultad de Ciencias Sociales (ubicada en Mitilene, Lesbos)
- Facultad de estudios ambientales (ubicada en Mitilene, Lesbos)
- Facultad de Gestión (ubicada en Quíos, Quíos)
- Facultad de Ciencias (ubicada en Karlóvasi, Samos)
- Facultad de Ciencias Humanas (ubicada en Rodas, Rodas)
- Facultad de Ingeniería (ubicada en Ermúpoli, Siros)